# Gutte Eriksen
Gudrum Agnete Tryde Eriksen, bedre kendt som Gutte Eriksen (født 20. november 1918 i Rødby, død 8. juli 2008) var en dansk keramiker.
Hun stammede fra Rødby og var på husholdningsskole, inden hun fik interesse for at arbejde med ler. Hun kom på Kunsthåndværkerskolen i København i 1936 og debuterede et par år senere på Kunstnernes Efterårsudstilling. Under et ophold hos keramikeren Bernhard Leach, der boede i Cornwall, stiftede hun bekendtskab med japansk keramik, hvilket var med til at skabe hendes egen stil, der var kendetegnet ved en enkelhed og robusthed samt brænding af mange omgange.
I mange år havde hun værksted i Hundested, hvor hun boede og arbejdede sammen med sin mand, maleren Preben Holm Hansen, og hun havde værker med på udstillinger over store dele af verden. I en række år underviste hun på Det Jyske Kunstakademi, lige som hun har været censor på Kunstnernes Efterårsudstilling og medlem af Statens Kunstfonds udvalg for kunsthåndværk.
Hun var gift med maleren Preben Hansen.

## Samlinger
Gutte Eriksen er repræsenteret på:
- Kunstindustrimuseet i København
- Holstebro Kunstmuseum
- Trapholt, Kolding

## Priser og hædersbevisninger
Gutte Eriksen har blandt andet modtaget:
- Tagea Brandts Rejselegat 1969
- Thorvald Bindesbøll Medaljen 1985
- Livsvarig kunstnerydelse fra Statens Kunstfond 1991